# Стоп! Думаю себе
«Стоп! Ду́маю себе́!..» — эстрадное музыкальное произведение в жанре авторской песни с элементами социально-политического протеста, созданное Игорем Тальковым (1988). Получило известность после исполнения Игорем Тальковым и группой «Спасательный круг» в рамках концертной деятельности коллектива в конце 1980-начала 1990-х гг. и музыкального спектакля «Суд» (1991), а также после выхода студийного варианта песни в 1993 году в релизе «Этот мир».

## История создания
Песня датируется исследователями 1989 годом, хотя по информации, изложенной самим автором песни Игорем Тальковым в книге «Монолог», она уже существовала в августе 1988 года, когда она наряду с песнями «Кремлёвская стена» и «Враг народа» была несанкционировано исполнена Тальковым во дворце спорта «Лужники» на концерте «Взгляд представляет!», что закончилось скандалом и запретом Талькову участвовать когда-либо в дальнейшем в программе «Взгляд».
Песня входила во многие концертные программы Талькова и группы «Спасательный круг», в том числе в музыкальный спектакль «Суд» где исполнялась Тальковым от имени «человека из народа» Потапыча.
Впервые песня была издана в студийном варианте в 1993 году, уже после убийства Талькова, в альбоме «Этот мир».
В концертном исполнении припев исполняется Игорем Тальковым (при других обстоятельствах всегда следившего за чистотой русской речи) в образе «человека из народа» Потапыча с характерным «псковитянским» выговором:
Стоп! Думаю сябе… Чтой-то тут не так. Культ развенчан, а тиран спит в зямле святой […] Вот тябе и перестройка… Вот так! Чтой-то тут не так.

## Мнения
Исследователь песенной поэзии Игоря Талькова, доктор филологических наук Илья Ничипоров написал, что в стихотворении «Стоп! Думаю себе…» лирический герой представлен Тальковым как неудержимый одинокий правдоискатель, который ищет истину при изучении национальной судьбы своего времени. Он осознает, что «что-то тут не так», так же, как это осознал герой песни «Моя цыганская» Владимира Высоцкого. Исследователь отмечает, что в произведении Талькова повороты исторического пути от эпохи правления Иосифа Сталина до Перестройки, представлены «трагифарсовыми» и изображены в резких сатирических формах, где портреты советских вождей гротескны.
Протоиерей, профессор Александр Половинкин на международной конференции отметил, что Тальков, как историк, в стихотворении «Стоп! Думаю себе…» указал на коренную изменчивость и неожиданные повороты советского периода истории России. Все руководители советского государства в песне представлены одинаково отрицательными.
Литературный критик Генрих Митин написал в газете «Завтра», что в песне «Стоп! Думаю себе» Тальков подверг критике не только Ленина, Сталина, Хрущева («кукурузный гений»), Брежнева («кумир дураков», облепленный «орденами с головы до пят»), что допускалось гласностью, но и Перестройку. Критик написал, что вряд ли «перестроившиеся ублюдки» (цитата из текста песни) радовались появлению на эстраде барда, поющего это и принимаемого народом с восторгом.

## Издания
- В студийных альбомах: «Этот мир» (1993), «Сцена» (2001) и др.
- В концертных альбомах: «Концерт 23 февраля 1991 года в Лужниках» (1993), «Суд» (2001) и др.